# André Carvalho Ramos
André Carvalho Ramos (, 1990) é um jornalista português de investigação que recebeu prémios internacionais pelos seus documentários.

## Carreira
Frequentou a Escola Superior de Comunicação Social, onde tirou uma licenciatura em jornalismo em 2011. Durante este período, colaborou no programa E2 daquele estabelecimento de ensino, onde trabalhou como repórter e apresentador, tendo sido um dos principais responsáveis pela criação de uma estação de rádio online, o ESCS FM. Especializou-se em televisão pelo Centro Protocolar de Formação para Jornalistas, e foi aluno no Seminário de Estudos Europeus, organizado pelo gabinete do Parlamento Europeu em Portugal.
Iniciou a sua carreira profissional com um estágio na cadeia de televisão TVI, e depois outro estágio na Rádio Televisão Portuguesa. Começou a trabalhar no canal de televisão do Correio da Manhã em 2013, na divisão de política e como editor do Jornal da Meia-Noite, e em Março de 2014 voltou para a TVI, igualmente sobre política, principalmente sobre o CDS – Partido Popular. Acompanhou a carreira eleitoral de António Costa a primeiro-ministro, e as Eleições presidenciais de 2016. Fez depois parte da equipa que investigou a polémica dos Panama Papers e esteve presente em vários eventos ligados à banca. Colaborou igualmente com a Organização das Nações Unidas, e acompanhou as Comissões Parlamentares de Inquérito ao Banco Espírito Santo e ao Banco Internacional do Funchal. Acompanhou diversos chefes do governo e de estado em visitas oficiais fora do país, e esteve presente em eventos políticos a nível internacional, nomeadamente a despedida de Durão Barroso da Comissão Europeia, e a votação da nova Comissão de Jean-Claude Juncker no Parlamento Europeu.
Em 2016 investigou principalmente as migrações de refugiados para a Europa, tendo realizado duas reportagens sobre o tema, Indesejados e Indesejados: um ano depois. Em 2017 cobriu os incêndios em Pedrógão Grande, e em 2018 esteve na Cisjordânia, como parte de uma reportagem sobre as abusos praticados por Israel contra os palestinianos. Em 2019 era membro de uma equipa de investigação da Escola Superior de Comunicação Social, coordenada por Ana Leal. Também esteve presente na guerra na Ucrânia. Em 26 de Abril de 2024, conduziu uma entrevista da cadeia de televisão CNN ao antigo ministro das Infra-Estruturas, João Galamba, no âmbito da Operação Influencer, na qual era arguido.
Em 2019, o seu documentário Indesejados: um ano depois recebeu uma menção honrosa do Prémio de Jornalismo Fernando de Sousa. Em Junho de 2021 recebeu, em conjunto com Nuno Assunção e Pedro Marques, o prémio Ninfa de Ouro para melhor documentário no Festival de Televisão de Monte Carlo, pela reportagem O Diagnóstico: Covid-19, produzida pela TVI. Em Setembro desse ano, a reportagem foi distinguida com o prémio de melhor documentário no Festival de Televisão de Veneza.
Escreveu o livro A Última Fronteira, e foi responsável pela realização de um documentário com o mesmo nome, que foi finalista do prémio de jornalismo Gabo.